# Sulcanus conflictus
Sulcanus conflictus är en kräftdjursart som beskrevs av Nicholls 1945. Sulcanus conflictus ingår i släktet Sulcanus och familjen Sulcanidae. Inga underarter finns listade i Catalogue of Life.